# Tűzkő Sándor
Tűzkő Sándor (Budapest, 1969. augusztus 26. –) magyar színész.

## Életpályája
22 évesen döntötte el, hogy színészettel szeretne foglalkozni. Több tanodában is tanult, majd a nyíregyházi Móricz Zsigmond Színház stúdiójának növendéke lett, itt játszott 1994-1997 között. 1997-2003 között az egri Gárdonyi Géza Színház tagja volt. 2003-2005 között szabadúszó volt. 2005-2020 között a székesfehérvári Vörösmarty Színház tagja volt. 2020-tól a feleségével létrehozott gyermekszínházban dolgozik.

### Magánélete
Leányfalun él feleségével. Három lányuk született: Bíbor, Bora és Blanka.

## Fontosabb színházi szerepei
- William Shakespeare: A velencei kalmár... Gratiano, Antonio és Bassanio barátja
- William Shakespeare: Lear király... Öreg bérlő, Burgund hercege
- William Shakespeare: Macbeth... Malcolm, Duncan fia
- William Shakespeare: III. Richárd... Richmond
- William Shakespeare: Hamlet... Marcellus
- Carlo Goldoni: Chioggiai csetepaté... Vincenzo, halkereskedő
- Carlo Goldoni: A fogadósnő... Fabrizio, fogadópincér
- Kurt Weill – Bertolt Brecht: Koldusopera... Leprás Mátyás
- Friedrich Schiller: Don Carlos... Lerma gróf, A testőrség parancsnoka
- Nyikolaj Vasziljevics Gogol: A revizor... Artyemij Filippovics Zemljanyika, A Közjótékonysági Intézmények Főgondnoka
- Anton Pavlovics Csehov: Három nővér... Szoljonij Vaszilij Vasziljevics, Százados
- Alekszandr Nyikolajevics Osztrovszkij: Vihar... Sapkin
- Mihail Afanaszjevics Bulgakov: Őfelsége Komédiása... Roboszt Fráter, Igazságos Varga, Udvari Bolond
- Arthur Miller: Az ügynök halála... Bernard
- Arthur Miller: Édes fiaim... Joe Keller
- Mark Twain: Koldus és királyfi... Porkoláb; Arthur Hendon, 40 éves
- Jonathan Swift: Gulliver... Gulliver
- Jonathan Swift: Gulliver Az óriások földjén... Gulliver
- Neil Simon: Furcsa pár (Női változat)... Manolo Costazuela
- Reginald Rose: Tizenkét Dühös Ember... 1. Sz. Esküdt (Elnök)
- Peter Shaffer: Amadeus.. Venticello I., Hírek, Rémhírek És Pletykák Hordozója
- Tracy Letts: Augusztus Oklahomában... Steve Heidebrecht
- Michael Ende: Momo... Vendéglős Nino, Az Időtakarék Elnöke
- Giulio Scarnacci – Renzo Tarabusi: Kaviár és lencse... Antonio, Szomszéd
- Stephen Schwartz: Godspell... szereplő
- A kerek kő... szereplő
- Presser Gábor – Sztevanovity Dusán – Horváth Péter: A padlás... Detektív
- Geszti Péter – Békés Pál – Dés László: A dzsungel könyve... Buldeó
- Herczeg Ferenc: Bizánc... Laszkarisz, tengernagy
- Vadnay László – Békeffi István – Márkus Alfréd: Tisztelt Ház... Képviselő, János, Az Inas, Pincér
- Rideg Sándor: Indul a bakterház... Csendőr
- Háy János: A Herner Ferike Faterja... Rendőr, A Herner Ferike Faterja
- Tasnádi István: Finito... Blondin Gáspár
- Garaczi László: Plazma... Keszei, Plazmaarc
- Márton László: Carmen... Hadnagy, José Elöljárója, Őrvezető
- Leo Stein – Kálmán Imre: Csárdáskirálynő... Bihary úr; Oberleutant Fazekas
- Ábrahám Pál – Földes Imre – Harmath Imre: Viktória... János, főlakáj
- Martos Ferenc – Huszka Jenő: Lili Bárónő... Belényesi Kázmér gróf, Józsi komornyik
- Szirmai Albert – Bakonyi Károly – Gábor Andor: Mágnás Miska... Técsey Pixi Gróf
- Zerkovitz Béla – Szilágyi László: Csókos Asszony... Ibolya Ede

## Film- és tévészerepei
- Barátok közt (1999, 2007)
- Sobri, ponyvafilm (2002)
- Emelet (2006)
- Bunkerember (2010)
- Casino (2011)
- Az áru (2012)
- Hacktion: Újratöltve (2013)
- Mindig veled (2014)
- Styria (2014)
- Munkaügyek (2015)
- Jóban Rosszban (2016)
- HHhH – Himmler agyát Heydrichnek hívják (2017)
- Oltári csajok (2017)
- A mi kis falunk (2020)
- Doktor Balaton (2021)
- Frici& Aranka (2022) ...Dr. Kulcsár
- Gólkirályság (2023)

## Díjai és kitüntetései
- Szivárvány-díj, Eger (1999)
- Vörösmarty-gyűrű (2011)
- Aranyalma-díj (2013)